# Daniel Loxton
Daniel Loxton, né en 1975, est un écrivain canadien, illustrateur et sceptique. Il a écrit ou co-écrit plusieurs ouvrages dont Tales of Prehistoric Life, une trilogie scientifique pour enfants et Abominable Science!, un aperçu scientifique sur la cryptozoologie. En tant que rédacteur en chef de Junior Skeptic, la section pour enfant du  magazine Skeptic. Loxton y écrit et illustre la plupart des questions, une section scientifique des enfants dans la société dans le magazine.
Loxton a écrit des articles pour des publications de la pensée critique, y compris eSkeptic, Skeptic, Mémoires Sceptiques et le Skeptical Inquirer, ainsi que la contribution de l'art de couverture de Skeptic, Oui et Free Inquiry. Il contribue également régulièrement à Skepticblog, un blog de collaboration sur la science, la pensée critique et le scepticisme.